# Dropbox
Dropbox là một dịch vụ lưu trữ tập tin trực tuyến miễn phí được thành lập vào năm 2008 bởi Drew Houston và Arash Ferdowsi thuộc công ty Dropbox, trụ sở chính ở San Francisco. Dropbox cho phép người dùng tạo thư mục đặc biệt trên máy tính của mình, từ đó Dropbox sẽ đồng bộ hóa nội dung trong thư mục đó tương ứng với nội dung thư mục được tự động tạo trên Dropbox. Các tập tin trong thư mục này có thể truy cập thông qua website hay các ứng dụng điện thoại.
Dropbox cung cấp phần mềm trên máy người dùng với các hệ điều hành Microsoft Windows, Mac OS X, Linux, Android, IOS (Apple), BlackBerry OS và các trình duyệt web, cũng như các cổng không chính thức với Symbian OS, Windows Phone, và MeeGo.